# Бленд (округ, Вірджинія)
Шаблон:StateAbbr_ 37°08′ пн. ш. 81°08′ зх. д. / 37.13° пн. ш. 81.13° зх. д.
Округ Бленд (англ. Bland County) — округ (графство) у штаті Вірджинія, США. Ідентифікатор округу 51021.

## Історія
Округ утворений 1861 року.

## Демографія
За даними перепису 2000 року загальне населення округу становило 6871 осіб, усе сільське. Серед мешканців округу чоловіків було 3747, а жінок — 3124. В окрузі було 2568 домогосподарств, 1907 родин, які мешкали в 3161 будинках. Середній розмір родини становив 2,85.
Віковий розподіл населення поданий у таблиці:
| Стать    | До 15 років | 15-21 | 22-29 | 30-39 | 40-49 | 50-65 | 65-85 | Понад 85 |
| -------- | ----------- | ----- | ----- | ----- | ----- | ----- | ----- | -------- |
| Чоловіки | 571         | 301   | 450   | 641   | 628   | 724   | 403   | 29       |
| Жінки    | 510         | 225   | 261   | 436   | 509   | 622   | 480   | 81       |

## Суміжні округи
- Мерсер, Західна Вірджинія — північ
- Джайлс — північний схід
- Пуласкі — південний схід
- Віт — південь
- Сміт — південний захід
- Тейзвелл — захід

## Виноски
1. ↑  U.S. Decennial Census. United States Census Bureau. Архів оригіналу за 26 квітня 2015. Процитовано 1 січня 2014.
2. ↑  Historical Census Browser. University of Virginia Library. Архів оригіналу за 26 грудня 2013. Процитовано 1 січня 2014.
3. ↑  Population of Counties by Decennial Census: 1900 to 1990. United States Census Bureau. Архів оригіналу за 15 грудня 2013. Процитовано 1 січня 2014.
4. ↑  Census 2000 PHC-T-4. Ranking Tables for Counties: 1990 and 2000 (PDF). United States Census Bureau. Архів оригіналу (PDF) за 18 грудня 2014. Процитовано 1 січня 2014.
5. ↑  State & County QuickFacts. United States Census Bureau. Архів оригіналу за 7 липня 2011. Процитовано 1 січня 2014. [Архівовано 2011-08-06 у Wayback Machine.](англ.) Наведено за англійською вікіпедією.
6. ↑  American FactFinder. Бюро перепису населення США. Архів оригіналу за 26 лютого 2012. Процитовано 31 січня 2008. [Архівовано 2008-05-21 у Wayback Machine.]

| США | Це незавершена стаття з географії США. Ви можете допомогти проєкту, виправивши або дописавши її. |